# بيتر هاربر
بيتر هاربر (بالإنجليزية: Peter Harper)‏ (11 ديسمبر 1977 بملبورن في أستراليا - ) هو لاعب كريكت أسترالي. لعب مع فريق فكتوريا للكريكت.

## وصلات خارجية
- بيتر هاربر على موقع إي آس بي آن كريك إنفو (الإنجليزية)